# Three Rivers (Teksas)
Three Rivers – miasto w Stanach Zjednoczonych, w stanie Teksas, w hrabstwie Live Oak.